# Groupe J des éliminatoires de la zone Europe de la Coupe du monde de football 2026
 (décembre 2024).
Si vous disposez d'ouvrages ou d'articles de référence ou si vous connaissez des sites web de qualité traitant du thème abordé ici, merci de compléter l'article en donnant les références utiles à sa vérifiabilité et en les liant à la section « Notes et références ».
Navigation
Groupe I Groupe K
Le groupe J de la zone Europe des éliminatoires de la Coupe du monde de football 2026 est l'un des douze groupes de la zone Europe des éliminatoires de la Coupe du monde, tournoi pour décider quelles équipes se qualifieront pour la phase finale de la Coupe du monde de football 2026 au Canada, Mexique et aux États-Unis. Le groupe J se compose de cinq équipes : la Belgique, le Pays de Galles, la Macédoine du Nord, le Kazakhstan, et le Liechtenstein. Les équipes s'affronteront à domicile et à l'extérieur dans un tournoi toutes rondes.
Le vainqueur du groupe se qualifie directement pour la phase finale de la Coupe du monde de football 2026, tandis que le deuxième passe par des barrages.

## Classement
| Rang | Équipe            | Pts | J | G | N | P | Bp | Bc | Diff |  | Résultats (▼ dom., ► ext.) |     |     |     |     |     |
| ---- | ----------------- | --- | - | - | - | - | -- | -- | ---- |  | -------------------------- | --- | --- | --- | --- | --- |
| 1    | Macédoine du Nord | 8   | 4 | 2 | 2 | 0 | 6  | 2  | +4   |  | Macédoine du Nord          |     | 1-1 | 1-1 | -   | -   |
| 2    | Pays de Galles    | 7   | 4 | 2 | 1 | 1 | 10 | 6  | +4   |  | Pays de Galles             | -   |     | -   | 3-1 | 3-0 |
| 3    | Belgique          | 4   | 2 | 1 | 1 | 0 | 5  | 4  | +1   |  | Belgique                   | -   | 4-3 |     | -   | -   |
| 4    | Kazakhstan        | 3   | 3 | 1 | 0 | 2 | 3  | 4  | -1   |  | Kazakhstan                 | 0-1 | -   | -   |     | -   |
| 5    | Liechtenstein     | 0   | 3 | 0 | 0 | 3 | 0  | 8  | -8   |  | Liechtenstein              | 0-3 | -   | -   | 0-2 |     |

## Matchs
Le programme des rencontres est annoncé par l'UEFA le 13 décembre 2024, jour du tirage,.
Les heures sont en CEST et CET, selon la liste de l'UEFA (les heures locales, si différentes, sont entre parenthèses).
| 1re journée        | Liechtenstein                       | 0 - 3   | Macédoine du Nord                                                        | Rheinpark Stadion, Vaduz                                                          |                                                                                   |
| 21 mars 2025 15h00 |                                     | (0 - 2) | 7e Trajkovski ( Miovski) · 42e Musliu ( Alimi) · 84e Miovski ( Ilievski) | Spectateurs : 4 094 Arbitrage : Mykola Balakin Arbitre vidéo : Viktor Kopiievskyi | Spectateurs : 4 094 Arbitrage : Mykola Balakin Arbitre vidéo : Viktor Kopiievskyi |
| 21 mars 2025 15h00 | Hofer 32e · Sele 38e · Traber 90+2e | Rapport | 24e Serafimov                                                            | Spectateurs : 4 094 Arbitrage : Mykola Balakin Arbitre vidéo : Viktor Kopiievskyi | Spectateurs : 4 094 Arbitrage : Mykola Balakin Arbitre vidéo : Viktor Kopiievskyi |

| 21 mars 2025  | Pays de Galles                                                          | 3 - 1   | Kazakhstan                    | Cardiff City Stadium, Cardiff                                                   |                                                                                 |
| 20h45 (19h45) | ( B. Davies) James 9e · ( Thomas) B. Davies 47e · ( Thomas) Matondo 90e | (1 - 1) | 32e (pen.) Tagybergen         | Spectateurs : 32 473 Arbitrage : Donatas Rumšas Arbitre vidéo : Donatas Šimenas | Spectateurs : 32 473 Arbitrage : Donatas Rumšas Arbitre vidéo : Donatas Šimenas |
| 20h45 (19h45) |                                                                         | Rapport | 42e Samorodov · 61e Chesnokov | Spectateurs : 32 473 Arbitrage : Donatas Rumšas Arbitre vidéo : Donatas Šimenas | Spectateurs : 32 473 Arbitrage : Donatas Rumšas Arbitre vidéo : Donatas Šimenas |

| 2e journée         | Liechtenstein    | 0 - 2   | Kazakhstan                                            | Rheinpark Stadion, Vaduz                                                           |                                                                                    |
| 25 mars 2025 20h45 |                  | (0 - 2) | 42e Samorodov ( Bystrov) · 45e Marochkin ( Samorodov) | Spectateurs : 1 123 Arbitrage : John Beaton (en) Arbitre vidéo : Kevin Clancy (en) | Spectateurs : 1 123 Arbitrage : John Beaton (en) Arbitre vidéo : Kevin Clancy (en) |
| 25 mars 2025 20h45 | Oberwaditzer 45e | Rapport | 19e Orazov                                            | Spectateurs : 1 123 Arbitrage : John Beaton (en) Arbitre vidéo : Kevin Clancy (en) | Spectateurs : 1 123 Arbitrage : John Beaton (en) Arbitre vidéo : Kevin Clancy (en) |

| 25 mars 2025 | Macédoine du Nord               | 1 - 1   | Pays de Galles            | Stade national Toše-Proeski, Skopje                                             |                                                                                 |
| 20h45        | Miovski 90+1e                   | (0 - 0) | 90+6e Brooks              | Spectateurs : 23 114 Arbitrage : Jérôme Brisard Arbitre vidéo : Bastien Dechepy | Spectateurs : 23 114 Arbitrage : Jérôme Brisard Arbitre vidéo : Bastien Dechepy |
| 20h45        | Serafimov 45+2e · Miovski 90+2e | Rapport | 80e Rodon · 90+4e J.James | Spectateurs : 23 114 Arbitrage : Jérôme Brisard Arbitre vidéo : Bastien Dechepy | Spectateurs : 23 114 Arbitrage : Jérôme Brisard Arbitre vidéo : Bastien Dechepy |

| 3e journée                | Pays de Galles                                          | 3 - 0                         | Liechtenstein          | Cardiff City Stadium, Cardiff                                                            |                                                                                          |
| 6 juin 2025 20h45 (19h45) | ( Thomas) Rodon 39e · ( Dasilva) Wilson 65e · Moore 68e | (1 - 0)                       |                        | Spectateurs : 30 646 Arbitrage : Anastasios Papapetrou Arbitre vidéo : Athanasios Tzilos | Spectateurs : 30 646 Arbitrage : Anastasios Papapetrou Arbitre vidéo : Athanasios Tzilos |
| 6 juin 2025 20h45 (19h45) | Sheehan 83e                                             | Rapport (FIFA) Rapport (UEFA) | 49e Kindle · 73e Pizzi | Spectateurs : 30 646 Arbitrage : Anastasios Papapetrou Arbitre vidéo : Athanasios Tzilos | Spectateurs : 30 646 Arbitrage : Anastasios Papapetrou Arbitre vidéo : Athanasios Tzilos |

| 6 juin 2025 | Macédoine du Nord                                                                       | 1 - 1                         | Belgique      | Stade national Toše-Proeski, Skopje                                            |                                                                                |
| 20h45       | ( Čurlinov) Alioski 86e                                                                 | (0 - 1)                       | 28e De Cuyper | Spectateurs : 23 070 Arbitrage : Chris Kavanagh Arbitre vidéo : Stuart Attwell | Spectateurs : 23 070 Arbitrage : Chris Kavanagh Arbitre vidéo : Stuart Attwell |
| 20h45       | Atanasov 15e · Musliu 66e · Ilievski 70e · Bardhi 76e · Mitrovski 81e · Ristovski 90+3e | Rapport (FIFA) Rapport (UEFA) | 44e Meunier   | Spectateurs : 23 070 Arbitrage : Chris Kavanagh Arbitre vidéo : Stuart Attwell | Spectateurs : 23 070 Arbitrage : Chris Kavanagh Arbitre vidéo : Stuart Attwell |

| 4e journée                | Kazakhstan                           | 0 - 1                         | Macédoine du Nord                         | Astana Arena, Astana                                                      |                                                                           |
| 9 juin 2025 16h00 (19h00) | 0                                    | (0 - 1)                       | 33e Aleksandar Trajkovski                 | Spectateurs : 27 694 Arbitrage : Filip Glova Arbitre vidéo : Martin Dohál | Spectateurs : 27 694 Arbitrage : Filip Glova Arbitre vidéo : Martin Dohál |
| 9 juin 2025 16h00 (19h00) | Sergey Malyy 50e · Islambek Kuat 79e | Rapport (FIFA) Rapport (UEFA) | 64e Visar Musliu · 81e Stefan Despotovski | Spectateurs : 27 694 Arbitrage : Filip Glova Arbitre vidéo : Martin Dohál | Spectateurs : 27 694 Arbitrage : Filip Glova Arbitre vidéo : Martin Dohál |

| 9 juin 2025 | Belgique                                                                                           | 4 - 3                         | Pays de Galles                                                     | Stade Roi Baudouin, Bruxelles                                              |                                                                            |
| 20h45       | Lukaku 15e (pen.) · ( De Cuyper)Tielemans 19e · ( De Winter) Doku 27e · ( Tielemans) De Bruyne 88e | (3 - 1)                       | 45+7e (pen.) Wilson · 51e Thomas ( Wilson) · 69e Johnson ( Thomas) | Spectateurs : 33 653 Arbitrage : Irfan Peljto Arbitre vidéo : Alen Borošak | Spectateurs : 33 653 Arbitrage : Irfan Peljto Arbitre vidéo : Alen Borošak |
| 20h45       | De Cuyper 31e · Trossard 41e · Raskin 90e                                                          | Rapport (FIFA) Rapport (UEFA) | 17e Ampadu · 79e Mepham · 82e Wilson                               | Spectateurs : 33 653 Arbitrage : Irfan Peljto Arbitre vidéo : Alen Borošak | Spectateurs : 33 653 Arbitrage : Irfan Peljto Arbitre vidéo : Alen Borošak |

| 5e journée                     | Kazakhstan                    | -   | Pays de Galles |                             |                             |
| 4 septembre 2025 16h00 (19h00) |                               | (-) |                | Arbitrage : Arbitre vidéo : | Arbitrage : Arbitre vidéo : |
| 4 septembre 2025 16h00 (19h00) | Rapport (FIFA) Rapport (UEFA) |     |                | Arbitrage : Arbitre vidéo : | Arbitrage : Arbitre vidéo : |

| 4 septembre 2025 | Liechtenstein                 | -   | Belgique |                             |                             |
| 20h45            |                               | (-) |          | Arbitrage : Arbitre vidéo : | Arbitrage : Arbitre vidéo : |
| 20h45            | Rapport (FIFA) Rapport (UEFA) |     |          | Arbitrage : Arbitre vidéo : | Arbitrage : Arbitre vidéo : |

| 6e journée             | Macédoine du Nord             | -   | Liechtenstein | Stade national Toše-Proeski, Skopje |                             |
| 7 septembre 2025 18h00 |                               | (-) |               | Arbitrage : Arbitre vidéo :         | Arbitrage : Arbitre vidéo : |
| 7 septembre 2025 18h00 | Rapport (FIFA) Rapport (UEFA) |     |               | Arbitrage : Arbitre vidéo :         | Arbitrage : Arbitre vidéo : |

| 7 septembre 2025 | Belgique                      | -   | Kazakhstan | Lotto Park, Anderlecht      |                             |
| 20h45            |                               | (-) |            | Arbitrage : Arbitre vidéo : | Arbitrage : Arbitre vidéo : |
| 20h45            | Rapport (FIFA) Rapport (UEFA) |     |            | Arbitrage : Arbitre vidéo : | Arbitrage : Arbitre vidéo : |

| 7e journée                    | Kazakhstan                    | -   | Liechtenstein |                             |                             |
| 10 octobre 2025 16h00 (19h00) |                               | (-) |               | Arbitrage : Arbitre vidéo : | Arbitrage : Arbitre vidéo : |
| 10 octobre 2025 16h00 (19h00) | Rapport (FIFA) Rapport (UEFA) |     |               | Arbitrage : Arbitre vidéo : | Arbitrage : Arbitre vidéo : |

| 10 octobre 2025 | Belgique                      | -   | Macédoine du Nord | Planet Group Arena, Gand    |                             |
| 20h45           |                               | (-) |                   | Arbitrage : Arbitre vidéo : | Arbitrage : Arbitre vidéo : |
| 20h45           | Rapport (FIFA) Rapport (UEFA) |     |                   | Arbitrage : Arbitre vidéo : | Arbitrage : Arbitre vidéo : |

| 8e journée                    | Pays de Galles                | -   | Belgique | Cardiff City Stadium, Cardiff |                             |
| 13 octobre 2025 20h45 (19h45) |                               | (-) |          | Arbitrage : Arbitre vidéo :   | Arbitrage : Arbitre vidéo : |
| 13 octobre 2025 20h45 (19h45) | Rapport (FIFA) Rapport (UEFA) |     |          | Arbitrage : Arbitre vidéo :   | Arbitrage : Arbitre vidéo : |

| 13 octobre 2025 | Macédoine du Nord             | -   | Kazakhstan | Stade national Toše-Proeski, Skopje |                             |
| 20h45           |                               | (-) |            | Arbitrage : Arbitre vidéo :         | Arbitrage : Arbitre vidéo : |
| 20h45           | Rapport (FIFA) Rapport (UEFA) |     |            | Arbitrage : Arbitre vidéo :         | Arbitrage : Arbitre vidéo : |

| 9e journée                     | Kazakhstan                    | -   | Belgique |                             |                             |
| 15 novembre 2025 15h00 (19h00) |                               | (-) |          | Arbitrage : Arbitre vidéo : | Arbitrage : Arbitre vidéo : |
| 15 novembre 2025 15h00 (19h00) | Rapport (FIFA) Rapport (UEFA) |     |          | Arbitrage : Arbitre vidéo : | Arbitrage : Arbitre vidéo : |

| 15 novembre 2025 | Liechtenstein                 | -   | Pays de Galles |                             |                             |
| 20h45            |                               | (-) |                | Arbitrage : Arbitre vidéo : | Arbitrage : Arbitre vidéo : |
| 20h45            | Rapport (FIFA) Rapport (UEFA) |     |                | Arbitrage : Arbitre vidéo : | Arbitrage : Arbitre vidéo : |

| 10e journée                    | Pays de Galles                | -   | Macédoine du Nord | Cardiff City Stadium, Cardiff |                             |
| 18 novembre 2025 20h45 (19h45) |                               | (-) |                   | Arbitrage : Arbitre vidéo :   | Arbitrage : Arbitre vidéo : |
| 18 novembre 2025 20h45 (19h45) | Rapport (FIFA) Rapport (UEFA) |     |                   | Arbitrage : Arbitre vidéo :   | Arbitrage : Arbitre vidéo : |

| 18 novembre 2025 | Belgique                      | -   | Liechtenstein | Stade Maurice Dufrasne, Liège |                             |
| 20h45            |                               | (-) |               | Arbitrage : Arbitre vidéo :   | Arbitrage : Arbitre vidéo : |
| 20h45            | Rapport (FIFA) Rapport (UEFA) |     |               | Arbitrage : Arbitre vidéo :   | Arbitrage : Arbitre vidéo : |

## Buteurs

### 2 buts
- Bojan Miovski
- Aleksandar Trajkovski
- Harry Wilson

### 1 but
- Maxim De Cuyper
- Romelu Lukaku
- Youri Tielemans
- Jérémy Doku
- Kevin De Bruyne
- Askhat Tagybergen (1 penalty)
- Maksim Samorodov
- Aleksandr Marochkin
- Visar Musliu
- Ezǵan Alioski
- Daniel James
- Ben Davies
- Rabbi Matondo
- David Brooks
- Joe Rodon
- Kieffer Moore
- Sorba Thomas
- Brennan Johnson

## Passeurs décisifs

### 3 passes
- Sorba Thomas

### 1 passe
- Maxim De Cuyper
- Koni De Winter
- Youri Tielemans
- Marat Bystrov
- Maksim Samorodov
- Bojan Miovski
- Isnik Alimi
- Bojan Ilievski
- Darko Čurlinov
- Ben Davies
- Jay Dasilva
- Harry Wilson
- Sorba Thomas

## Discipline
Un joueur est automatiquement suspendu pour le match suivant:
- S'il cumule deux avertissements (cartons jaunes) lors de deux matchs différents.
- S'il se voit décerner une exclusion de terrain (carton rouge).
  - En cas d’infraction grave, l’Instance de contrôle, d’éthique et de discipline de l'UEFA est habilitée à aggraver la sanction, y compris en l'étendant à d'autres compétitions.

| Équipe            | Joueurs          | Cartons                                                                                             | Suspensions                               |
| ----------------- | ---------------- | --------------------------------------------------------------------------------------------------- | ----------------------------------------- |
| Macédoine du Nord | Nikola Serafimov | 1re journée, contre Liechtenstein (22 mars 2025) · 2e journée, contre Pays de Galles (25 mars 2025) | 3e journée, contre Belgique (6 juin 2025) |